# Paryphoconus flinti
Paryphoconus flinti är en tvåvingeart som beskrevs av Gustavo R. Spinelli och Wirth 1984. Paryphoconus flinti ingår i släktet Paryphoconus och familjen svidknott. Inga underarter finns listade i Catalogue of Life.